# Aachentraktaten
 For alternative betydninger, se Aachentraktaten (flertydig). (Se også artikler, som begynder med Aachentraktaten)
Aachentraktaten (tysk: Vertrag von Aachen, fransk: traité d'Aix-la-Chapelle), officielt Traktat om tysk-fransk samarbejde og integration (tysk: Vertrag über die deutsch-französische Zusammenarbeit und Integration, fransk: Traité sur la coopération et l’intégration franco-allemandes), er en bilateral aftale imellem Forbundsrepublikken Tyskland og Den franske republik. Traktaten blev underskrevet af Tysklands forbundskansler Angela Merkel og Frankrigs præsident Emmanuel Macron den 22. januar 2019 i Aachen.
Aftalen blev indgået 56 år efter Élyséetraktaten fra 1963 og skal styrke det fransk-tyske samarbejde igennem indbyrdes koordinering af europapolitikken, en fælles udenrigs- og sikkerhedspolitik (herunder et stærkere militært samarbejde) og et økonomisk område med fælles regler.

## Historie
I sin tale på Sorbonne den 26. september 2017 foreslog Emmanuel Macron for første gang en fornyelse af Élyséetraktaten. Da Élyséetraktaten fyldte 55 i 2018, talte både Macron og Angela Merkel for en fornyelse af aftalen.
Den nye traktat blev underskrevet den 22. januar 2019 på 56-årsdagen for indgåelsen af Élyséetraktaten. Underskrivelsen af den nye aftale fandt sted på Rådhuset i Aachen, da Aachen som Karl den Stores hovedresidensby repræsenterer den fælles fransk-tyske historie.